# Shalim Ortiz

Shalim Ortiz

Shalim Gerardo Ortiz Goyco (* 6. Februar 1979) ist ein puerto-ricanischer Sänger, der auch international bekannt ist. Er ist auch als Schauspieler tätig. Er ist der Sohn des bekannten puerto-ricanischen Entertainers Elín Ortiz und der in Lateinamerika bekannten dominikanischen Sängerin Charytín Goyco. Er selbst bezeichnet sich als Puerto-Ricaner.

## Leben
Shalim Ortiz startete beim Sender WAPA-TV, in der Fernsehshow Los Angelitos (zu dt.: die kleinen Engel) im Alter von sieben Jahren seine Karriere. Los Angelitos ist eine Kinder-Comedyshow, über Gruppen von Kindern in Schulen. Diese Sendung wurde in Lateinamerika zu einem Hit.
Schon früh zog Ortiz mit seiner Familie nach Miami, wo er versuchte als Model Karriere zu machen.
Im Jahr 2002 war er in der Serie Lizzie McGuire bei der 35. Episode Die mexikanische Spielshow (El Oro de Montezuma) an der Seite von  Hilary Duff und Lalaine Vergara-Paras zu sehen.
Ortiz hat einen Bruder und eine Schwester, welche Zwillinge sind.

## Diskografie
- Shalim
- Cuarto sin Puerta